# NGC 1680
NGC 1680 é uma galáxia espiral na direção da constelação de Pictor. O objeto foi descoberto pelo astrônomo John Herschel em 1834, usando um telescópio refletor com abertura de 18,7 polegadas. Devido a sua moderada magnitude aparente (+13,8), é visível apenas com telescópios amadores ou com equipamentos superiores.